# Laphria nitidula
Laphria nitidula là một loài ruồi trong họ Asilidae. Laphria nitidula được Fabricius miêu tả năm 1794. Loài này phân bố ở vùng Cổ Bắc giới.